# Neotiwaripotamon
Neotiwaripotamon is een geslacht van kreeftachtigen uit de klasse van de Malacostraca (hogere kreeftachtigen).

## Soorten
- Neotiwaripotamon jianfengense Dai & Naiyanetr, 1994
- Neotiwaripotamon whiteheadi (Parisi, 1916)